# Histoire de Judas
Pour plus de détails, voir Fiche technique et Distribution.
Histoire de Judas est un drame historique français réalisé par Rabah Ameur-Zaïmeche et sorti le 8 avril 2015.

## Synopsis
Après une longue ascèse, Jésus rejoint les membres de sa communauté, soutenu par son disciple et intendant, Judas. Son enseignement sidère les foules et attire l'attention des résistants, des grands prêtres et de l'autorité romaine. Quand il chasse les marchands du Temple, Judas se révèle être le gardien des paroles du maître...

## Fiche technique
- Titre : Histoire de Judas
- Réalisation : Rabah Ameur-Zaïmeche
- Scénario : Rabah Ameur-Zaïmeche
- Photographie : Irina Lubtchansky
- 1er assistant opérateur : Pierre-Hubert Martin
- Montage : Grégoire Pontécaille et Marie Loustalot
- Musique : Rodolphe Burger
- Costumes : Alice Cambournac
- Décors : Tony Delattre
- Producteur : Rabah Ameur-Zaïmeche et Khalid Djilali
- Production : Sarrazink Productions et Arte
- Distribution : Potemkine Films
- Pays d’origine :  France
- Genre : drame historique
- Durée : 99 minutes
- Dates de sortie :
  - France : 8 avril 2015

## Distribution
- Nabil Djedouani : Jésus
- Rabah Ameur-Zaïmeche : Judas
- Mohamed Aroussi : Karabas[Note 1]
- Marie Loustalot : Bethsabée[Note 2], la femme adultère
- Patricia Malvoisin : Suzanne
- Eliott Khayat : un scribe
- Abel Jafri : un prêtre
- Xavier Mussel : Menenius
- Roland Gervet : un centurion
- Nouari Nezzar : Caïphe
- Régis Laroche : Ponce Pilate

## Tournage
Le film a été intégralement tourné en Algérie, à Timgad, El Kantara, Biskra et dans l'Aurès.